# Ermita de San Bartolomé de Villahermosa del Río
La ermita de San Bartolomé en Villahermosa del Río, en la comarca del Alto Mijares en Castellón, es un lugar de culto declarado de modo genérico Bien de Relevancia Local, en la categoría de Monumento de interés local,  según la Disposición Adicional Quinta de la Ley 5/2007, de 9 de febrero, de la Generalitat, de modificación de la Ley 4/1998, de 11 de junio, del Patrimonio Cultural Valenciano (DOCV Núm. 5.449 / 13/02/2007), con código autonómico 12.08.130-002.
La ermita se encuentra a 8 kilómetros, aproximadamente, del núcleo de Villahermos del Río.
Se trata de uno de los santuarios más monumentales de la comarca del Alto Mijares y posiblemente uno de los más populares. En la actualidad la zona se ha puesto en valor y se ha construido en sus alrededores cabañas rurales, así como un área recreativa con instalaciones como paelleros, mesas y bancos, agua potable, etc.
El conjunto del santuario está formado por varios edificios además de la ermita propiamente dicha, como la casa del ermitaño y la hospedería (convertida actualmente en hotel rural).

## Historia
Se sabe que en el año 1333 existía, en este lugar,  un templo en honor a San Bartolomé. De hecho, cuanta una leyenda que un pastor encontró la imagen del Santo escondida entre las zarzas, a las que se acercó atraído por un extraño resplandor. Es por ello que en el lugar del hallazgo se erigió una capilla donde se veneraba la imagen encontrada. Pese a todo esto, el edificio que puede contemplarse en la actualidad data del siglo XVII, iniciándose su construcción en 1741 y acabándose en 1775, lo cual queda testimoniado por inscripciones existentes en la fachada y en la parte posterior del ábside.
En este emeritorio estuvo residiendo, al final de su vida, el músico valenciano José Pradas Gallén. Estando también enterrado en el emeritorio.

## Descripción
La casa del ermitaño está adosada a la ermita, y junto a ella, se construyó la hospedería sobre tres arcadas. Además el conjunto se ve completado por una edificación exenta (destinada en su momento a caballerizas y restauradas  y acondicionadas actualmente como zona de diversión), que da lugar a una plaza alrededor de la cual se sitúan las construcciones anteriores.
La ermita presenta planta rectangular, y techumbre a dos aguas, en la que destaca en la cabecera de la planta una cúpula  asentada en un tambor poligonal, y rematada con tejas.
Externamente presenta una fachada sobria, con una puerta de acceso, hecha de tablas de madera, con forma rectangular y  adintelada con dovelas de sillar. Sobre el dintel se observa una hornacina abovedada, donde se sitúa la imagen de San Bartolomé, titular de la ermita. Además se puede observar, sobre esta hornacina, una ventana destinada a dar iluminación al coro alto, que se sitúa justo a los pies de la ermita, sobre la puerta de acceso. Por último, la fachada se remata con una espadaña para dos campanas.
Respecto a su interior, presenta una nave única de 27 metros de profundidad y 13 metros de ancho, con el suelo de baldosas blancas y negras, que se alternan en forma de tablero de ajedrez. La nave se cubre con una bóveda, que queda interrumpida en la cabecera, donde se ubica el presbiterio, en la que se eleva la cúpula  que se contempla externamente. Presenta una sobria decoración en blanco y dorado con cornisas y molduras discretas. La nave se divide en crujías mediante columnas, cuatro por lateral, entre las cuales se abren una pequeñas capillas que albergaban altares barrocos y pinturas del siglo XVI, en la actualidad, las que se salvaron de los daños que la ermita sufrió durante la Guerra Civil Española, se localizan en la  parroquia de Villahermosa del Río, para su protección, al igual que se hizo con una serie de tablas góticas del siglo XIV, cuyo autor no identificado todavía con toda seguridad. Aunque los expertos barajan diversas hipótesis.
Cabe destacar, por su valor histórico artístico, la imagen de San Esteban, datada del siglo XIII, y considerada una de las más antiguas de la Comunidad Valenciana. Actualmente en la ermita se expone una réplica, estando el original protegido en la iglesia parroquial de Villahermosa del Río.
Las fiestas de San Bartolomé se celebran el 24 de agosto, organizándose una romería a la ermita desde la iglesia del pueblo con la imagen del santo titular. En la ermita se oficia una celebración eucarística, pasándose el resto del día en la zona de los alrededores. Actos similares se repiten el 3 de febrero, para festejar a San Blas.